# Шаншуй
Шаншу́й (кит. упр. 商水, пиньинь Shāngshuǐ) — уезд городского округа Чжоукоу провинции Хэнань (КНР).

## История
При империи Цинь был создан уезд Янчэн (阳城县). В 209 году до н. э. произошло восстание под руководством Чэнь Шэ и У Гуана; восставшие объявили о восстановлении царства Чу и переименовали Янчэн в Фусу (扶苏县).
После основания империи Хань эти земли вошли в состав округа Жунань (汝南郡), и из уезда Янчэн были выделены уезды Жуян (汝阳县) и Боян (博阳县).
В эпоху Южных и Северных династий эти земли не раз переходили из рук в руки, а их административно-территориальное устройство часто менялось. После основания империи Суй уезд Жуян был в 605 году присоединён к уезду Иньшуй (殷水县). В 618 году был создан уезд Фусу, который после основания империи Тан был в 622 году также присоединён к уезду Иньшуй.
После основания империи Сун из-за практики табу на имена в связи с тем, что иероглиф «инь» входил в личное имя Чжао Хунъиня (отца основателя династии Чжао Куанъиня), а древнюю династию Шан ещё называли династией Инь, то уезд Иньшуй в 960 году был переименован в Шаншуй.
17 января 1948 года китайскими коммунистами было создано народное правительство Чжоукоу, ставшего отдельным городом.
В 1949 году был создан Специальный район Хуайян (淮阳专区), и уезд вошёл в его состав. 10 июня 1952 года Чжоукоу был понижен в статусе до посёлка, подчинённого уезду Шаншуй. В 1953 году Специальный район Хуайян был расформирован, и уезд (из которого вновь был выделен Чжоукоу в качестве отдельного города) перешёл в состав Специального района Сюйчан (许昌专区). В 1958 году Чжоукоу вновь был понижен в статусе и опять стал посёлком уезда Шаншуй.
15 июня 1965 года был создан Специальный район Чжоукоу (周口专区), и уезд вошёл в его состав; посёлок Чжоукоу был вновь выведен из-под юрисдикции уезда. В 1969 году Специальный район Чжоукоу был переименован в Округ Чжоукоу (周口地区).
8 июня 2000 года постановлением Госсовета КНР были расформированы округ Чжоукоу и городской уезд Чжоукоу, и образован городской округ Чжоукоу.

## Административное деление
Уезд делится на 3 уличных комитета, 9 посёлков и 11 волостей.